# Anthony Marciano

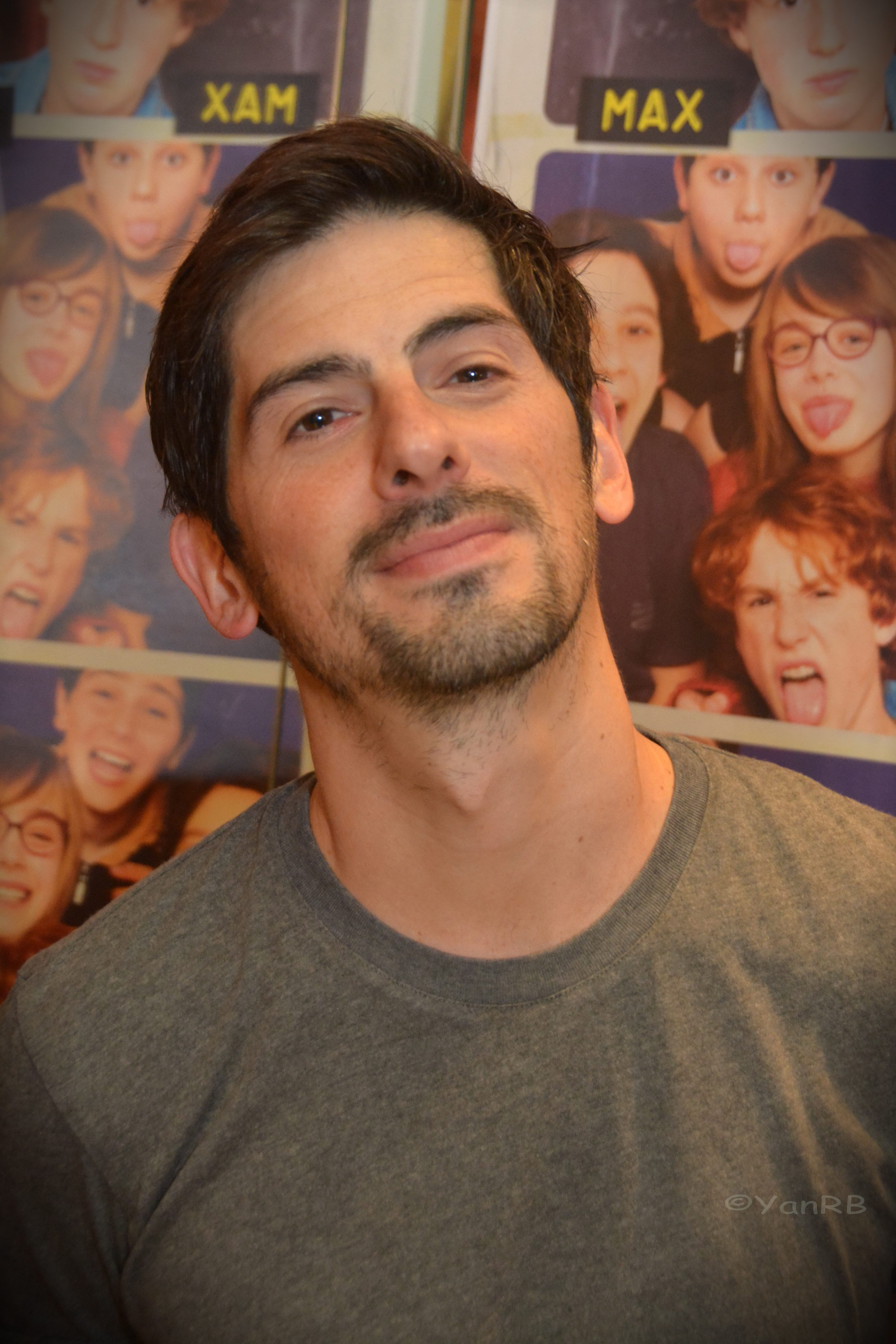
Anthony Marciano (2019)

Anthony Marciano ist ein französischer Regisseur, Drehbuchautor und Komponist.

## Leben
Anthony Marciano war 2007 einer der Mitbegründer des über Crowdfunding finanzierten Labels My Major Company.
Er ist Co-Autor mehrerer Sketche und humorvoller Lieder für den Musiker und Komiker Max Boublil. Gemeinsam mit Boublil schrieb er das Drehbuch zur Filmkomödie Große Jungs – Forever Young, in dem Boublil auch die Hauptrolle übernahm. Marciano schrieb daneben auch die Musik für den Film. 2015 inszenierten beide mit Robin des Bois, la véritable histoire eine weitere Komödie, die aber bei der Kritik durchfiel. 2019 inszenierten Marciano und Boublil die Komödie Play, die von der Kritik positiv aufgenommen wurde.

## Filmografie (Auswahl)
Drehbuch
- 2013: Große Jungs – Forever Young (Les gamins)
- 2015: Robin des Bois, la véritable histoire
- 2019: Play
- 2020: Forte
- 2021: Envole-moi

Regie
- 2013: Große Jungs – Forever Young (Les gamins)
- 2015: Robin des Bois, la véritable histoire
- 2019: Play

Filmmusik
- 2013: Große Jungs – Forever Young (Les gamins)
- 2015: Robin des Bois, la véritable histoire